# 67 (tal)
67 (sextiosju) är det naturliga talet som följer 66 och som följs av 68.
- Hexadecimala talsystemet: 43
- Binärt: 1000011
- Delbarhet: 1 och 67.
- Antal delare: 2
- Summan av delarna: 68

## Inom matematiken
- 67 är ett udda tal.
- 67 är det 19:e primtalet efter 61 och före 71
- 67 är ett centrerat hendekagontal
- 67 är ett centrerat ikosidigontal
- 67 är ett extraordinärt tal
- 67 är ett kvadratfritt tal
- 67 är ett aritmetiskt tal
- 67 är ett Leonardotal
- 67 är ett palindromtal i det kvinära talsystemet.
- 67 är ett palindromtal i det senära talsystemet.

## Inom vetenskapen
- Holmium, atomnummer 67
- 67 Asia, en asteroid
- M67, öppen stjärnhop i Kräftan, Messiers katalog